# Torre di Foce Verde
La torre di Foce Verde è un'architettura militare situata a Foce Verde, località in comune di Latina.

## Storia
Venne costruita tra il 1660 e il 1667 dalla famiglia Caetani per ordine della Camera Apostolica per la difesa del litorale romano. La Torre di Foce Verde si trova a poca distanza dalla Torre di Fogliano, situata sulla spiaggia del canale Rio Martino. Sempre nei paraggi si trova la Torre Astura.
La Torre di Foce Verde unitamente alla Torre di Rio Martino contribuiva alla difesa costiera tra Torre Astura e Torre Paola sul promontorio del Circeo. Le torri, a differenza di molte altre, hanno resistito alla seconda guerra mondiale.